# Сыров, Харлампий Павлович
Харлампий Павлович Сыров (10 февраля 1911, село Малые Озёрки, Саратовская губерния — 15 декабря 1972, Ишимбай) — советский геолог, нефтяник. В 1941—1942 годах — старший геолог Народного комиссариата нефтяной промышленности.
Заслуженный деятель науки и техники БАССР (1957), первооткрыватель месторождений. Награждён орденами Ленина (1952), Трудового Красного Знамени (1948), «Знак Почёта» (1944), медалями.

## Образование
- 1934 — Азербайджанский индустриальный институт, инженер-нефтяник[1][2][3].

## Трудовая биография
- 1934—1940 — геолог, старший геолог, главный геолог Ишимбайского промысла треста «Башнефть»;
- 1940—1941 — зам. главного геолога, главный геолог Башнефтекомбината;
- 1941—1942 — ст. геолог Народного комиссариата нефтяной промышленности,
- 1942—1950 и 1952—1959 — зам. главного геолога, главный геолог треста «Ишимбайнефть»;
- 1950—1952 — главный геолог ПО «Башнефть»,
- 1959—1960 — главный геолог НПУ «Алькеевнефть» объединения «Татнефть»;
- 1960—1969 — старший геолог ЦНИПРа НГДУ «Ишимбайнефть» и треста «Башюгнефтеразведка»[1][3].

## Достижения
Предложил модель геологического строения рифов, разработал методику разведки рифовых месторождений, которая применялась при поисках и разведке нефтяных месторождений, приуроченных к рифовым массивам нижнепермского возраста. Это позволило открыть новые нефтяные месторождения в Башкирском Предуралье.